# باشگاه فوتبال فیکا
باشگاه فوتبال اینتر کلاب (که معمولاً به عنوان فیکا نامیده می‌شود) یک باشگاه فوتبال حرفه‌ای است که در کاپ-هائیتین، هائیتی واقع شده است.
این باشگاه ۷ بار قهرمان لیگ برتر هائیتی شده است.
برجسته‌ترین بازیکن این باشگاه، گولمان پیر است که ۱۰۹ گل برای این باشگاه به ثمر رسانده است.